# Dermot Crowley
Pour les articles homonymes, voir Crowley.
Dermot Joseph Crowley, né le 19 mars 1947 à Cork (Irlande), est un acteur irlandais de théâtre, de cinéma et de télévision.

## Biographie

### Vie privée
Dermot Crowley est marié à la directrice de casting Suzanne Smith depuis le 3 juillet 1982.

### Carrière
Sur scène, Crowley tient notamment un rôle principal dans la pièce The Weir (en), écrite par Conor McPherson et jouée au Royaume-Uni, en Irlande et aux États-Unis à la fin des années 1990. En 1976, il joue son premier rôle à la télévision en incarnant le personnage de George Bernard Shaw dans la série britannique Victorian Scandals.
Crowley joue le général Crix Madine dans le film Le Retour du Jedi,, sorti en 1983. Dix ans plus tard, il joue le sergent François Duval dans Le Fils de la Panthère rose. Il poursuit sa carrière et apparaît entre autres dans les séries Call Red (en), Father Ted (rôle du père Liam Deliverance), An Independent Man, Dangerfield (en), Jonathan Creek, Inspecteur Frost, Holby City,The Bill et Luther. Il apparaît également dans le premier épisode d'Hercule Poirot en 1989.
Crowley se présente aux auditions pour le rôle du Septième Docteur de la série Doctor Who, mais le personnage est confié à l'Écossais Sylvester McCoy.
En 2003, il lit la voix de Molloy lors de l'enregistrement de la version audio Naxos du roman Molloy de Samuel Beckett.
En 2011, il représente la pièce The Cripple of Inishmaan (en) de Martin McDonagh avec la Druid Theatre Company (en) au Kirk Douglas Theater de Los Angeles, ce qui lui vaut un Los Angeles Drama Critics Circle Award. L'année suivante, il joue le rôle de George Ballard, un chef-espion du MI-6 dans les épisodes 4 et 5 de la série Hunted, diffusée sur les chaînes BBC One et Home Box Office (HBO). En 2013, il joue le rôle de Lambert dans le film The Best Offer ainsi que celui de Pay Whyte dans la série Father Figure (en).
Crowley joue régulièrement dans des pièces radiophoniques de la BBC telles que Mind's Eye (en).

## Filmographie

### Cinéma
- 1982 : Rien que la vérité : Flynne
- 1983 : Le Retour du Jedi : Le général Crix Madine
- 1983 : Octopussy : Kamp
- 1985 : Le docteur et les assassins : Mr. Webb
- 1988 : Little Dorrit : Mr. Simpson
- 1989 : Wilt (en) : Braintree
- 1990 : The March : Roy Cox
- 1993 : Le Fils de la Panthère rose : Sergeant Francois Duval
- 1994 : Staggered : Dr. Barnet
- 2000 : La légende de Bagger Vance : Dougal McDermott
- 2002 : Before You Go : Father Cunningham
- 2006 : Babel : Barth
- 2008 : Gud, lukt och henne
- 2009 : Holy Water : Father Grogan
- 2013 : The Best Offer : Lambert
- 2014 : Mrs. Brown's Boys D'Movie : P.R. Irwin
- 2015 : National Theatre Live: Everyman : Death
- 2015 : The Lady in the Van : Priest
- 2016 : Jan Masaryk, histoire d'une trahison (Masaryk) de Julius Ševčík : Lord Halifax
- 2017 : La Mort de Staline : Lazare Kaganovitch
- 2017 : The Foreigner : Hugh McGrath
- 2018 : The Renegade (Black '47) de Lance Daly : juge Bolton
- 2022 : The Wonder de Sebastián Lelio
- 2023 : Luther : Soleil déchu (Luther: The Fallen Sun) de Jamie Payne

### Courts-métrages
- 2013 : Here

### Télévision

#### Séries télévisées
- 1976 : Victorian Scandals : George Bernard Shaw
- 1978 : Scottish Playbill : Tim
- 1978 : The Spike : Philip Curtin
- 1983 : Juliet Bravo : Patrick Molloy
- 1983 : Live from Pebble Mill : Freddo
- 1985 : Signé Cat's Eyes : Det. Insp. Flynn
- 1985 : Summer Season : Rory Colquhon
- 1986 : Call Me Mister (en) : Det. Sgt. McBride
- 1986-1991 : Screen Two : Prof Moreau / Sean
- 1987 : Bulman : Archie Ferris
- 1988 : Codename: Kyril : Carter
- 1988 : Echoes : Father Sean O'Hara
- 1988 : Hannay : Dr. Forgan
- 1988 : Ten Great Writers of the Modern World : Joe Hynes
- 1989 : Hercule Poirot : Arthur Simpson
- 1989 : Screenplay : Chris
- 1989 : Storyboard : Rowlands
- 1990 : Boon (en) : Geoffrey Phillips
- 1990 : Casualty : Hastings
- 1991 : El C.I.D. : Hughie Ross
- 1991 : Minder : Nick Rutherford
- 1991 : Screen One : Simon
- 1991 : Stay Lucky : Ian
- 1991-2007 : The Bill : Tommy Quinn / Richard Dean / Mr. Cullity / ...
- 1992 : La maison en folie : Ogilvie
- 1994 : Grushko : Gidaspov
- 1994 : The Chief : Asst. Chief Constable David Bannen
- 1995 : An Independent Man : Ian Robertson
- 1995 : Pie in the Sky (en) : Stephen Parrish
- 1995 : Soldier Soldier : Donal Godfrey
- 1996 : Call Red : Burrows
- 1996 : Father Ted : Father Liam Deliverance
- 1996 : Kavanagh QC : Graham Emerton QC
- 1996 : The Sculptress : Father Julian
- 1997 : Dangerfield : Dr. Richard Wood
- 1998 : Jonathan Creek : Norman Stangerson
- 2001 : Inspecteur Frost : Dr. Bennet
- 2001 : Les Mystères de Sherlock Holmes : Elkins
- 2001 : Rebel Heart (en) : Mr. Coyne
- 2002 : Helen West : Philip Carlton
- 2002 : Holby City : David Gould
- 2002 : Scotland Yard, crimes sur la Tamise : Angus Taylor
- 2002 : Ultimate Force : Jack Cullen
- 2004 : MI-5 : Eric Newland
- 2005 : Ash & Scribbs : Father Michael
- 2005 : Bleak House : Mr. Vholes
- 2006 : Inspecteur Barnaby : Peter Hatchard
- 2007 : Foyle's War : Henry Townsend
- 2008 : Kingdom : Mr. Matthews
- 2008 : New Tricks : Derek Bennett
- 2010-2018 : Luther : DSU Martin Schenk / DCI Martin Schenk
- 2012 : Hunted : George Ballard
- 2012 : Raw : Dan Kelly
- 2013 : Father Figure : Pat Whyte
- 2014 : Borgia : Ferdinand of Aragon
- 2016 : The Collection : Edgar Stoddard
- 2018 : Hard Sun : Father Dennis Chapman
- 2024 : A Gentleman in Moscow : Abram

#### Téléfilms
- 1980 : The Double Dealer : Careless
- 1985 : Blue Money : Brogan
- 1986 : The Queen's Arms : Denis
- 1994 : Ellington : Johnny Clacey
- 1997 : Breakout : Dr. Bill Galton[5]
- 1998 : Falling for a Dancer : Neeley Scollard
- 2002 : Dead Gorgeous : Mr. Smart
- 2004 : Lawless : Bob Allard
- 2006 : HG Wells' War with the World : George Bernard Shaw
- 2009 : Margaret : Airey Neave